# Sitona inops
Sitona inops es una especie de escarabajo del género Sitona, familia Curculionidae. Fue descrita científicamente por Gyllenhal en 1832.
Se distribuye por Europa. Habita en Polonia, Austria, Rusia, Alemania, Omán, Mongolia, Checa, Ucrania, Estonia, Francia, Hungría, Italia, Turquía y Liechtenstein. Mide 3-4 milímetros de longitud. Se alimenta de la planta Medicago falcata.